# Id (fisk)
Id (Leuciscus idus), även ort, är en fiskart i familjen karpfiskar. Det är en mycket tålig fisk som lever i såväl sötvatten som bräckt vatten.

## Utseende
Iden når en längd av över 60 cm, samt en vikt av 2 till 3,5 kg. Till kroppsformen liknar den mörten, men har kurvigare rygg. Sidolinjen har 55–60 fjäll. Svalgtänderna sitter i två rader (3 i den ena, 5 i den andra raden) och är i spetsen haklikt omböjda. Analfenan är i nedre kanten tvär eller något inskuren. Färgen är enformig, sidorna silverglänsande, med mörkare grågrön anstrykning på ryggen, fenorna gråaktiga, med svag rödaktig skiftning. På våren, vid lektiden, får fisken en mässingsgul anstrykning till följd av ett grönaktigt pigment, varmed fjällen då överdragas. Hannen har under denna tid på fjällen vårtlika knölar, som efter leken försvinner.

## Utbredning och systematik
Iden förekommer ursprungligen i norra och mellersta Europas flesta länder och österut till Sibirien. Iden har introducerats illegalt i ett antal vatten på Nya Zeeland och den förekommer även i USA sedan den rymt till floden Potomac från en statlig damm i samband med en översvämning år 1889. 

### Varieteter

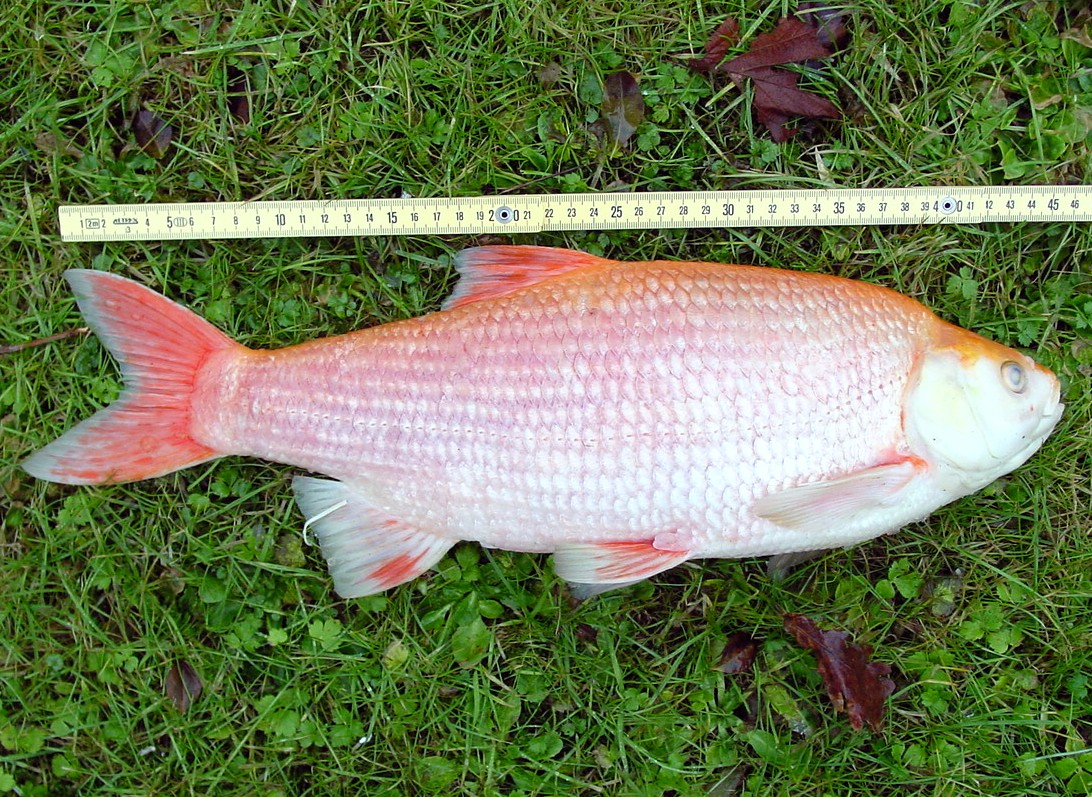
Goldorfe

Iden delas inte upp i några underarter. Men i Tyskland, ursprungligen vid Dinkelsbühl i Bayern, har man lyckats odla fram en rödfärgad varietet, som liknar vanlig guldfisk. Denna varietet kallas Goldorfe och är lysande rödaktig på rygg och sidor och rödaktigt silverglänsande på buken. Den är omtyckt som prydnadsfisk i dammar och bassänger.

### Iden i Sverige
I Sverige förekommer iden ända upp i Lappmarken, men är där mindre allmän. Den tillhör egentligen de stora sjöarna och i synnerhet Östersjöns skärgårdar, där den förekommer i inte obetydligt antal ända ned i sydliga delen av Öresund. Iden är Hälsinglands landskapsfisk. I södra Sverige kallas iden för ort. Iden kategoriseras inte som hotad i Sverige.

## Ekologi
Under våren, från slutet av mars till början av maj, vandrar iden stimvis upp i åar, bäckar och till och med diken, för att söka sina lekplatser på gräsbotten med sakta rinnande vatten. Ynglet håller sig sedan där tills fram i augusti, då det vandrar ut i sjöar och brackvatten. Iden kan samlas på sommaren under lugna och varma dagar invid stränderna i vikar och bukter. Den lever av vattenlevande ryggradslösa djur och ibland även mindre fiskar.

## Status och hot
IUCN kategoriserar arten globalt som livskraftig.